# Brauerei Falter
Die Brauerei Falter (vollständig Privatbrauerei J.B. Falter KG, auch Falter) ist eine Bierbrauerei im niederbayerischen Regen, einer Stadt im gleichnamigen Landkreis Regen. Die Brauerei hatte 2008 eine Jahresproduktion von 50.000 Hektolitern, zu ihr gehört ein Brauereigasthof.

## Geschichte
1649 wurde erstmals vor den Toren des damaligen Marktes Regen unter Lorenz Geiger ein Brauhaus gegründet. 1928 übernahm Johannes Baptist Falter – einer der Söhne von Michael Falter, dem Gründer des Falterbräu in Drachselsried – die Brauerei und benannte sie „Bürgerbräu Regen“. Das Unternehmen befindet sich seitdem im Familienbesitz; 1981 ging es auf Sepp Falter sen. (der es zur „Privatbrauerei Falter“ machte) und 2007 auf Sepp Falter jun. über.
Die Flaschenfüllerei, der Bürotrakt und ein großer Festsaal wurden 1973 neu gebaut, zehn Jahre später folgte das Sudhaus und 1986 wurde der Brauereigasthof neu errichtet.

## Rohstoffe
Die Brauerei Falter verwendet Wasser aus brauereieigenem Tiefbrunnen, Hopfen und Malz aus Bayern sowie Hefe aus eigener Reinzucht.

## Biere

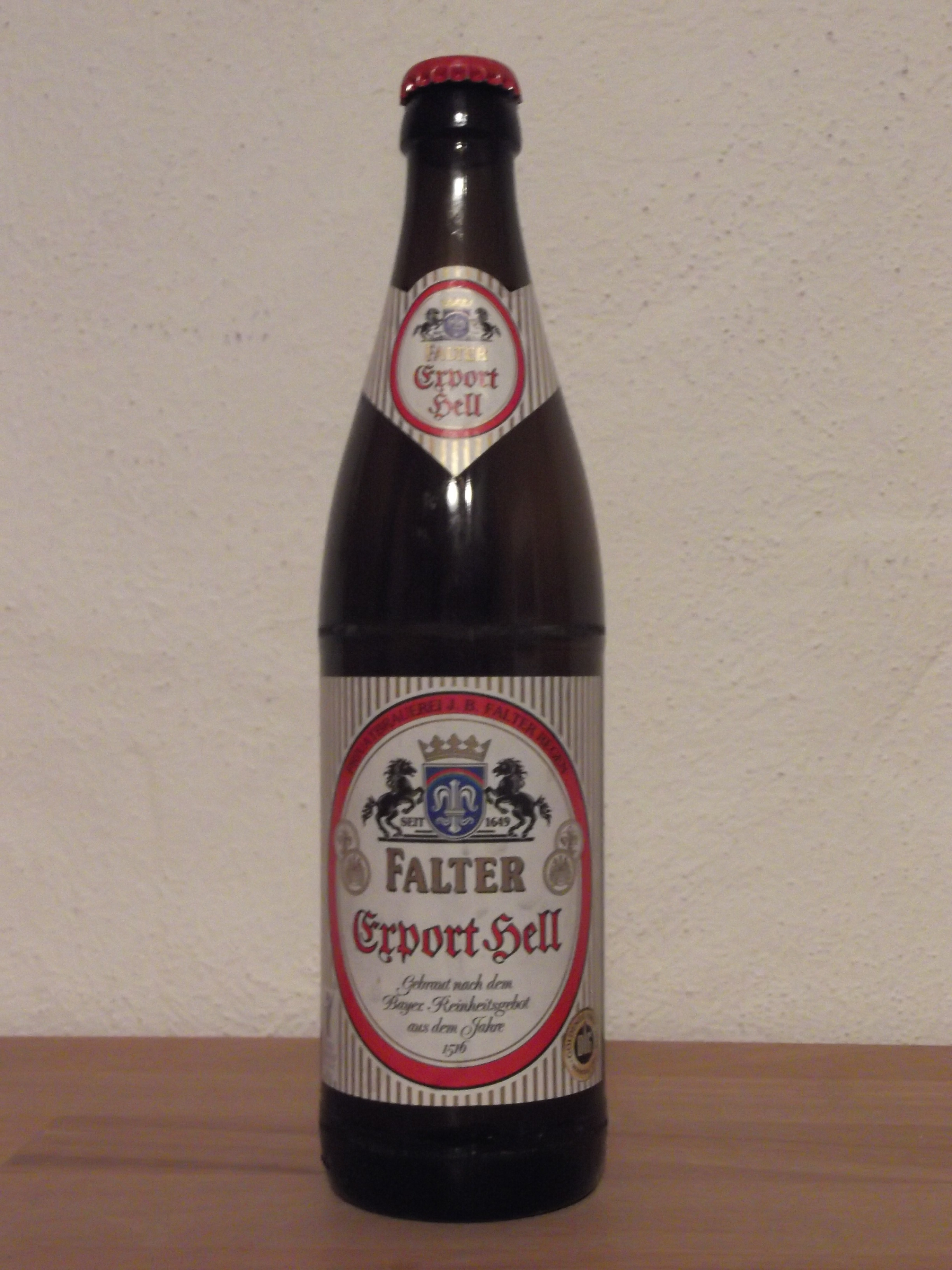
Falter Export Hell

Die Produktpalette umfasst die Biersorten Export Hell, Export Dunkel, Privat Hell, Privat Pils, Lager, Weissbier, Weissbier Dunkel, Weissbier Leicht, Festbier, Pichelsteiner Festbier, Zitronenfalter, Radler, Weihnachtsfestbier, Weihnachtsdoppelbock und Regenerator.
Abgefüllt wird in Kronkorkenflaschen, Magnumflaschen, Keg-, Party- und Holzfässern.

## Alkoholfreie Getränke
In Lizenz von Frucade werden zwölf Sorten Erfrischungsgetränke vertrieben.
Abgefüllt wird in Schraubverschlussflaschen.

## Auszeichnungen
Die Biere der Brauerei Falter wurden mehrfach ausgezeichnet:
- Neunzehnmal Goldener DLG-Preis
- Zweimal World Beer Awards Germany in Gold, einmal in Silber
- International Craft Beer Award in Gold
- European Beer Star jeweils in Silber und Bronze
- World Beer Cup Silver Award

## Brauereigespanne
Die Brauerei unterhält einen eigenen Pferdestall, in dem 10 schwarze Kaltblüter der Zuchtrasse Percheron vorgehalten werden. Diese kommen bis zu zehnspännig vor geschmückten Festwagen – meist beladen mit Holzfässern – bei Veranstaltungen zum Einsatz.